# Luckia striki
Luckia striki is een vlokreeftensoort uit de familie van de Pontogeneiidae. De wetenschappelijke naam van de soort is voor het eerst geldig gepubliceerd in 1996 door Bellan-Santini & Thurston.